# Vùng đất quỷ dữ: Hồi cuối
Vùng đất quỷ dữ: Hồi cuối (tên gốc tiếng Anh: Resident Evil: The Final Chapter) là một phim điện ảnh hành động kinh dị khoa học viễn tưởng năm 2016 do Paul W. S. Anderson viết kịch bản và đạo diễn. Đây là phần tiếp theo của Resident Evil: Retribution (2012) và phần thứ sáu cũng như phần cuối cùng của loạt phim Resident Evil, dựa trên loạt video game kinh dị sinh tồn Resident Evil của hãng Capcom. Phim do các diễn viên Milla Jovovich, Ali Larter, Shawn Roberts, Ruby Rose, Eoin Macken, William Levy và Iain Glen đóng vai. Trong phim, Alice và bạn bè của cô bị Albert Wesker phản bội, kẻ đã tổng hợp toàn bộ quyền lực của tập đoàn Umbrella vào trận đánh cuối cùng chống lại những người sống sót sau tận diệt.
Phim được phát hành vào ngày 23 tháng 12 năm 2016 tại Nhật Bản và vào ngày 27 tháng 1 năm 2017 tại Hoa Kỳ dưới định dạng 2D, 3D và IMAX 3D. Bộ phim đã nhận được những đánh giá trái chiều và đạt doanh thu 312 triệu USD trên toàn thế giới, trở thành bộ phim có doanh thu cao nhất cả thương hiệu.

## Nội dung
Ba tuần sau những sự kiện ở cuối phần năm, Báo thù, phòng tuyến cuối cùng của con người nhằm chống lại binh đoàn xác sống tại Nhà Trắng ở Washington rốt cuộc đã thất thủ. Alice tỉnh lại và nhận ra mình đã bị Albert Wesker phản bội. Nhân vật đầu tiên mà cô chạm mặt tại thủ đô Mỹ hoang tàn chính là trí tuệ nhân tạo Nữ hoàng Đỏ. Kỳ lạ thay, kẻ thù cũ giờ đây lại tình nguyện giúp đỡ và dẫn lối cô đến với hang ổ thực sự của tập đoàn tội ác Umbrella, ngọn nguồn của đại dịch xác sống. Đây cũng là thời khắc Alice chuẩn bị biết được thân phận thực sự của cô.

## Diễn viên
- Milla Jovovich vai Alice
- Ali Larter vai Claire Redfield
- Shawn Roberts vai Albert Wesker
- Ruby Rose vai Abigail
- Eoin Macken vai Doc
- William Levy vai Christian
- Iain Glen vai Tiến sĩ Alexander Isaacs
- Lee Joon-gi vai Chỉ huy Chu
- Fraser James vai Razor
- Rola vai Cobalt
- Ever Gabo Anderson vai Nữ hoàng Đỏ
- Matthew Santoro vai Xác sống